# Minecraft Legends
Minecraft Legends ist ein Action-Strategiespiel von Microsoft, Mojang und Blackbird Interactive. Es wurde am 18. April 2023 für PC, PlayStation 4, PlayStation 5, Xbox One, Xbox Series und Nintendo Switch veröffentlicht. Der Titel ist ein Spin-off des erfolgreichen Sandbox-Spiels Minecraft (2011) und kann sowohl im Einzelspielermodus, als auch im kooperativen und kompetitiven Mehrspielermodus gespielt werden. Minecraft Legends wurde von Kritikern gemischt aufgenommen.

## Handlung
In Minecraft Legends muss der Spieler Dörfer in der Oberwelt gegen angreifende Monster, sogenannte Piglins, aus dem Nether, der Unterwelt des Minecraft-Universums, verteidigen. Dazu kämpft er auch Seite an Seite mit Kreaturen wie Zombies und Skeletten, welche dem Spieler im originalen Minecraft feindlich gesinnt sind.

## Spielprinzip
Das Spiel soll Elemente der Echtzeitstrategie mit 3D-Action-Elementen in Third-Person-Perspektive vereinen. So soll der Spieler sowohl eine einzelne Figur auf dem Schlachtfeld direkt steuern können, als auch eine Armee von Verbündeten im Kampf befehligen. Dabei müssen Siedlungen und Dorfbewohner der Oberwelt vor einfallenden Piglin-Horden beschützt werden. Zudem soll der Spieler auch selbst eine Basis errichten und diese verteidigen können sowie die umliegende Landschaft erkunden. Grafisch erinnert der Ableger an den Block-Look des Originalspiels.

## Entwicklung
Minecraft Legends wurde erstmals am 12. Juni 2022 im Rahmen des Xbox & Bethesda Game Showcase während des Summer Game Fest 2022 vorgestellt, nachdem kurz zuvor bereits über Gerüchte berichtet wurde. Es folgt auf die bereits veröffentlichten Ableger Minecraft Dungeons und Minecraft Earth und ist am 16. April 2023 erschienen.
Mit der Entwicklung ist neben Minecraft-Schöpfer Mojang und Publisher Microsoft auch der kanadische Spieleentwickler Blackbird Interactive (Homeworld 3, Hardspace Shipbreaker, Crossfire: Legion) betraut. Bei Blackbird Interactive widmet sich ein eigenes Entwicklerteam Minecraft Legends. Leitender Produzent des Spiels ist Dennis Ries.

## Rezeption
Der Trailer zum Spiel konnte innerhalb eines Tages nach Veröffentlichung am 12. Juni 2022 über 2,6 Millionen Aufrufe und 250.000 Likes auf der Videoplattform YouTube generieren.
Rock Paper Shotgun vergleicht Minecraft Legends nach ersten Eindrücken mit Dragon Quest Builders. Dabei sei insbesondere abzuwarten, wie groß der Bezug zum Gameplay von Minecraft sei, nachdem der Ableger Minecraft Dungeons diesen bereits vermissen ließ.
GamesRadar+ äußert sich angesichts der bisherigen Entwicklung des Minecraft-Franchises und den Ergebnissen des Partners Blackbird Interactive „zuversichtlich, dass wir ein Minecraft-Strategiespiel bekommen, das ein breites Publikum anspricht und überraschend tiefgründige Systeme bietet. Das ist die Zukunft, die Minecraft verdient. [...] Wir brauchen kein Minecraft 2, nicht, wenn das Franchise mit Erlebnissen wie Legends und Dungeons weiterhin beweist, dass es mehr Spaß macht und wertvoller ist, das Minecraft-Universum zu erweitern, als zu versuchen, es mit dem Gewicht eines nummerierten Nachfolgers zu überbauen.“